# NGC 1229
NGC 1229 (również PGC 11734 lub UGCA 53) – galaktyka spiralna z poprzeczką (SBb/P), znajdująca się w gwiazdozbiorze Erydanu. Odkrył ją w 1886 roku Francis Leavenworth. Wraz z galaktykami NGC 1228, NGC 1230 i IC 1892 została skatalogowana jako Arp 332 w Atlasie Osobliwych Galaktyk. Należy do galaktyk Seyferta typu 2.